# خافيير أندريس سانغوينيتي
خافيير أندريس سانغوينيتي (بالإسبانية: Javier Andrés Sanguinetti)‏ المعروف باسم خافيير سانغوينيتي (ولد في 29 أغسطس 1990 في بوينس آيرس، الأرجنتين) لاعب كرة قدم أرجنتيني يجيد اللعب في مركز الوسط المهاجم وأيضا الجناح الأيمن والأيسر.

يلعب حاليا لصالح ماكيدونيكوس اليوناني منذ 2023.